# Hanscarl Leuner

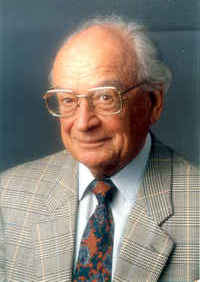
Hanscarl Leuner

Hanscarl Leuner (* 8. Januar 1919 in Bautzen; † 22. Juni 1996 in Göttingen) war ein deutscher Psychiater und Psychotherapeut.
Er ist Begründer der Katathym-Imaginativen Psychotherapie und gilt darüber hinaus als Pionier bei der wissenschaftlichen Erforschung und psychotherapeutischen Nutzung psychoaktiver Substanzen (siehe Psychotherapie mit Psychedelika).

## Leben
Bald nach dem Abitur an der Oberschule in Bautzen bekundete der in Sachsen als Sohn von Johanna Leuner, geborene Koch, und des Fabrikanten und Konsuls Johannes Leuner geborene Hanscarl Leuner Interesse am Beruf des Psychotherapeuten und studierte zunächst von 1939 bis 1946 – unterbrochen durch Militärdienst – Medizin in Frankfurt am Main, Würzburg und Marburg, wo er 1946 zum Dr. med. promoviert wurde. Nach Abschluss des Studiums machte er eine Lehranalyse bei dem Jung-Schüler Gustav Schmaltz in Frankfurt und arbeitete ab 1947 in der Psychiatrischen Klinik in Marburg.
Auf Aufforderung von Klaus Conrad wechselte er 1959 von Marburg nach Göttingen und habilitierte sich dort mit einer bereits in Marburg abgeschlossenen Schrift über Modellpsychosen. Noch im gleichen Jahr begann er seine Lehrtätigkeit an der Universität Göttingen und innerhalb der Psychiatrischen Klinik Göttingen einen eigenen Bereich „Psychosomatik und Psychotherapie“ aufzubauen, die er als Professor für Psychotherapie und Psychoanalyse ab 1965 leitete. 1975 wurde daraus eine eigenständige „Abteilung für Psychosomatik und Psychotherapie“, die Leuner bis zu seiner Emeritierung im Jahr 1985 leitete. Leuner wohnte in Göttingen-Geismar.
Bis ins letzte Lebensjahr aktiv, erlitt Hanscarl Leuner im Februar 1996 einen Herzinfarkt und starb nach einer kurzen Phase der Besserung wenige Monate später. Er war evangelisch, ab 1946 mit der Medizinerin Barbara Leuner, geborene Recker, verheiratet, mit der er die drei Kinder Christian, Thomas und Claudia hatte. Im Jahr 1969 hatte er in zweiter Ehe Erdmute Kaups geheiratet.

## Leistungen
Leuner entwickelte intensive psychotherapeutische Verfahren. Schon Ende der 1940er Jahre in Marburg begann er – angeregt durch Lektüre vor allem von Ernst Kretschmers Werken – die therapeutische Wirkung von Imagination auf seine Patienten zu erproben und zu untersuchen. 1954 beschrieb er dieses Verfahren in ersten Veröffentlichungen unter dem Begriff „Katathymes Bilderleben“, heute bekannt und verbreitet als Katathym-Imaginative Psychotherapie. Ein weiteres seiner Verfahren war das Respiratorische Feedback.
Etwa Mitte der 1950er Jahre begann er auch, zusätzlich verschiedene Halluzinogene zur Unterstützung der imaginativen Psychotherapie einzusetzen. Der kontrollierte ärztliche Einsatz psychoaktiver und psychedelischer Substanzen zur Vertiefung psychotherapeutischer Prozesse wurde unter anderem unter dem Namen Psycholytische Psychotherapie bekannt.
Im Jahr 1960 initiierte Leuner das „Erste europäische Symposion für die Psychotherapie unter LSD 25“ an der Göttinger Universität. 1964 wurde er Vorstandsmitglied im Göttinger Ausbildungszentrum für Psychotherapie und Psychoanalyse. Im selben Jahr begründete er die „Europäische ärztliche Gesellschaft für psycholytische Therapie“ (EPT). Auf dem Hintergrund zunehmender öffentlicher und politischer Verurteilung des nicht ärztlich kontrollierten Drogenge- und missbrauchs zogen sich Ende der 60er Jahre jedoch immer mehr Ärzte aus dieser Forschung zurück, und die EPT wurde nach ihrem fünften Symposium 1971 aufgelöst. 1966 war er Visiting Professor an der Yale University in den USA.
1974 wurde auf Leuners Initiative hin „die Arbeitsgemeinschaft für Katathymes Bilderleben und imaginative Verfahren in der Psychotherapie“ (AGKB) ins Leben gerufen, deren 1. Vorsitzender er wurde. Er war zudem Präsident der „Internationalen Gesellschaft für Katathymes Bildererleben“ (IGKB) und gehörte der Redaktion des Mitteilungsblattes Katathymer Bilderbote an.
Im Jahre 1985 gründete Leuner, der Fachmitgliedschaften im In- und Ausland erhalten hatte, zusammen mit anderen Forschern das „Europäische Collegium für Bewußtseinsstudien“ (ECBS) und übernahm die Präsidentschaft. Seit seiner Gründung hat das ECBS mehrere Symposien über spezifische Themen durchgeführt und drei Kongresse unter dem Titel „Welten des Bewußtseins“ veranstaltet. Der zweite Kongress 1996 in Heidelberg wurde noch von Leuner selbst initiiert.

## Schriften
Leuner publizierte eine Vielzahl von medizinischen Fachartikeln und Lehrbüchern. Die nachfolgenden Publikationen stellen nur eine kleine Auswahl dar:
- Die experimentelle Psychose. Ihre Psychopharmakologie, Phänomenologie und Dynamik in Beziehung zur Person. Springer, Berlin 1962, ISBN 978-3-540-02883-3. Reprint 1997: Berlin VWB.
- Katathymes Bilderleben: Unterstufe. Einführung in die Psychotherapie mit der Tagtraumtechnik. Ein Seminar. Thieme, Stuttgart 1970; 5. Auflage: Katathym-imaginative Psychotherapie (K.I.P.): „Katathymes Bilderleben“. Einführung in die Psychotherapie mit der Tagtraumtechnik. Ein Seminar. Thieme, Stuttgart 1994.
- als Hrsg. mit Josuttis: Religion und die Droge.
- als Hrsg. mit Horn und Klessmann: Katathymes Bilderleben bei Kindern und Jugendlichen. 1979.
- Halluzinogene: Psychische Grenzzustände in Forschung und Psychotherapie. Huber, Bern 1981, ISBN 3-456-80933-6.
- Lehrbuch des Katathymen Bilderlebens. Huber, Bern 1985; 3. Auflage: Lehrbuch der Katathym-imaginativen Psychotherapie. Huber, Bern 1994, ISBN 3-456-82430-0.